# 青木玄太
青木 玄太（あおき げんた、1987年2月22日 - ）は、滋賀県出身のボートレーサー。登録第4448号。血液型A型。滋賀支部所属。父は競艇選手の青木孝司（登録第3060号）。同期に桐生順平、松尾昂明、鎌倉涼がいる。

## 来歴
- 滋賀県立東大津高等学校卒業。
- 龍谷大学中退。
- やまと競艇学校時代は、リーグ戦勝率6.84（準優出6　優出3　第8戦優勝）の成績を残し、卒業記念競走で優勝した[1]。
- 2007年3月24日、100期として選手登録。
- 2007年5月13日から琵琶湖競艇場で開催された一般戦でデビュー。（4着）
- 2007年7月14日から浜名湖競艇場で開催された一般戦「海の日スペシャル！オーシャンアタック」4日目（最終日）第8Rに出走し、2号艇6コースからまくりを決めて勝利[2]し、29走目にして初勝利を飾る。
- 2009年8月18日からびわこ競艇場で開催された一般戦「第14回びわこカップ」6日目（最終日）第12R優勝戦に出走[3]し、初優出。（5着）[4]。
- 2010年9月30日からびわこ競艇場で開催された G3「2010新鋭リーグ第17戦 第45回新鋭戦」6日目（最終日）第12R優勝戦に出走し、2号艇2コースから差しを決めて勝利[5]し、初優勝を飾る。
- 2011年1月25日からボートレース宮島で開催された G1「共同通信社杯第25回新鋭王座決定戦」でG1初出場を果たす。5日目第4Rに出走し、1号艇1コースから逃げを決めて勝利[6]し、G1初勝利を飾る。
- 2017年1月16日からボートレース大村で開催された G2「第20回モーターボート誕生祭」6日目（最終日）第12レースで1号艇1コースから逃げを決めて勝利[7]し、G2初優勝を飾る。SG「ボートレースクラシックの出場権を得る。
- 2018年3月16日からボートレース浜名湖で開催された SG「第53回ボートレースクラシック」でSG初出場。
- 2023年10月24日からボートレース蒲郡で開催された SG「第70回ボートレースダービー」4日目第2Rで1号艇1コースから逃げを決めて勝利[8]し、SG初勝利を飾る。
- 2024年3月4日からボートレース尼崎で開催された G1「開設71周年記念　尼崎センプルカップ」初日第1Rで、スタート後に上体を起こして減速し後続艇に追い抜かれ、3周1マークを座位で旋回した後、3周バックストレッチにおいて通常速度に復帰し、6着でゴールインしたことで即刻帰郷となった[9]。
- 2024年5月24日、前述の航走により4ヶ月出場停止という懲戒となった。

## 人物
- ボートレーサーを目指す前はF1に憧れており、カーレーサーを目指していた。

## 戦績
- 出走回数：3896回
- 1着回数：881回
- 優出回数：104回
- 優勝回数：19回
- SG出走回数：16回
- G1優出回数：3回
- G1出走回数：632回
- フライング(F)回数：20回
- 出遅れ(L)回数：1回
- 通算勝率：6.35
- 2連対率：44.71
- 3連対率：64.84
- 生涯獲得賞金：401,384,860円